# Férfi 4 × 10 km-es sífutóváltó az 1976. évi téli olimpiai játékokon
Az 1976. évi téli olimpiai játékokon a sífutás férfi 4 × 10 km-es váltó versenyszámát február 11-én rendezték Seefeldben. Az aranyérmet a finn váltó nyerte meg. A versenyszámban nem vett részt magyar csapat.

## Végeredmény
Az időeredmények másodpercben értendők.
| Helyezés | Csapat                                                                                         | Idő                                            | Különbség  |
| -------- | ---------------------------------------------------------------------------------------------- | ---------------------------------------------- | ---------- |
| Arany    | Finnország (FIN) · Matti Pitkänen · Juha Mieto · Pertti Teurajärvi · Arto Koivisto             | 2:07:59,72 35:03,59 31:14,89 31:25,04 30:16,20 |            |
| Ezüst    | Norvégia (NOR) · Pål Tyldum · Einar Sagstuen · Ivar Formo · Odd Martinsen                      | 2:09:58,36 34:46,22 32:22,40 31:35,98 31:13,76 | + 1:58,64  |
| Bronz    | Szovjetunió (URS) · Jevgenyij Beljajev · Nyikolaj Bazsukov · Szergej Szaveljev · Ivan Garanyin | 2:10:51,46 35:53,69 31:57,04 32:19,06 30:41,67 | + 2:51,74  |
| 4.       | Svédország (SWE) · Benny Södergren · Christer Johansson · Thomas Wassberg · Sven-Åke Lundbäck  | 2:11:16,88 34:42,63 33:12,47 31:37,72 31:44,06 | + 3:17,16  |
| 5.       | Svájc (SUI) · Franz Renggli · Eduard Hauser · Heinz Gähler · Alfred Kälin                      | 2:11:28,53 35:25,86 32:30,09 31:38,46 31:54,12 | + 3:28,81  |
| 6.       | Egyesült Államok (USA) · Doug Peterson · Tim Caldwell · Bill Koch · Ronny Yeager               | 2:11:41,35 36:06,24 32:16,01 30:43,61 32:35,49 | + 3:41,63  |
| 7.       | Olaszország (ITA) · Renzo Chiocchetti · Tonio Biondini · Ulrico Kostner · Giulio Capitanio     | 2:12:07,12 37:32,55 32:24,33 30:56,09 31:14,15 | + 4:07,40  |
| 8.       | Ausztria (AUT) · Rudolf Horn · Reinhold Feichter · Werner Vogel · Herbert Wachter              | 2:12:22,80 34:54,64 33:06,58 32:57,12 31:24,46 | + 4:23,08  |
| 9.       | NSZK (FRG) · Franz Betz · Georg Kandlinger · Walter Demel · Georg Zipfel                       | 2:12:38,96 35:59,91 33:05,50 31:51,36 31:42,19 | + 4:39,24  |
| 10.      | Csehszlovákia (TCH) · František Šimon · Milan Jarý · Jiří Beran · Stanislav Henych             | 2:12:49,99 37:12,39 32:55,64 31:18,44 31:23,52 | + 4:50,27  |
| 11.      | Franciaország (FRA) · Daniel Drezet · Jean-Paul Vandel · Yves Blondeau · Jean-Paul Pierrat     | 2:13:05,26 35:47,64 33:10,12 32:09,16 31:58,34 | + 5:05,54  |
| 12.      | Kanada (CAN) · Bert Bullock · Ernie Lennie · Edward Day · Hans Skinstad                        | 2:15:31,85 35:16,98 34:45,37 32:50,20 32:39,30 | + 7:32,13  |
| 13.      | Lengyelország (POL) · Wiesław Gębala · Jan Staszel · Jan Dragon · Władysław Podgórski          | 2:16:06,63 35:33,85 32:23,89 34:56,60 33:12,29 | + 8:06,91  |
| 14.      | Bulgária (BUL) · Ljubomir Toszkov · Ivan Lebanov · Hriszto Barzanov · Petar Pankov             | 2:19:45,66 37:10,84 35:12,89 33:28,54 33:53,39 | + 11:45,94 |
| –        | NDK (GDR) · Gerd Heßler · Axel Lesser · Gerhard Grimmer · Gert-Dietmar Klause                  | nem ért célba 34:44,44 nem ért célba           |            |
| –        | Törökország (TUR) · Sacit Özbey · Bahri Yılmaz · Şeref Çınar · Yavuz Özbey                     | nem ért célba 41:14,00 nem ért célba           |            |